# Walter C. Sweet
Walter Clarence Sweet (* 17. Oktober 1927 in Denver, Colorado; † 4. Dezember 2015 in Tucson, Arizona) war ein US-amerikanischer Paläontologe.

## Leben
Sweet wurde 1954 an der University of Iowa promoviert und war danach Professor an der Ohio State University.
Er ist bekannt für die Aufstellung einer globalen Conodonten-Biostratigraphie besonders für Ordovizium und Übergang Perm-Trias. Dabei arbeitete er mit Stig Bergström zusammen. Daneben befasste er sich mit Nautiloideen des Paläozoikums.
1985 erhielt er die Pander Medal der Pander Society, 1988 die  die Moore Medal der Society for Sedimentary Geology und 1994 die Paleontological Society Medal. 1984 war er Präsident der Paleontological Society.

## Schriften
- The Conodonta: Morphology, Taxonomy, Paleoecology, and Evolutionary History of a Long-Extinct Animal Phylum, Oxford University Press 1988
- mit Stig Bergström (Herausgeber): Symposium on Conodont Biostratigraphy, Geological Society of America Memoir 127, 1971
- mit Stig Bergström: The generic concept in conodont taxonomy. Proceedings North American Paleontological Convention, 1, 1969, S. 29–42.
- mit Stig Bergström: Conodont provinces and biofacies of the Late Ordovician, Geological Society of America Special Papers 196, 1984, S. 69–88
- mit Stig Bergström: Conodonts and Biostratigraphic Correlation, Annual Review of Earth and Planetary Sciences, 14, 1986, S. 85–112
- A quantitative conodont biostratigraphy for the Lower Triassic. Senckenbergiana lethaea, 69, 1989, S. 253–273.
- mit Raymond Ethington, Christopher Barnes. North American Middle and Upper Ordovician Conodont Faunas, Geological Society of America Memoris 127, 1970, S. 163–194